# Tini (Egitto)
Tini, o anche Thinis o This, secondo la forma originale greco-latina in uso presso altre lingue, è il nome greco della città egizia Tjeni sita nei pressi della necropoli di Abido ed esisteva già nel periodo Naqada I.
 A tutt'oggi gli archeologi non sono stati in grado di trovare i resti della città.

## Storia
Durante il Naqada III iniziò ad essere un centro di aggregazione delle tribù divenendo sempre più importante anche dal punto di vista religioso, economico e, non ultimo, politico.
Man mano che Tjeni acquisiva importanza, la fama di Nekhen tramontava, causata da motivi economici di mutate rotte carovaniere, fino a che quest'ultima non venne assorbita dal regno di Tjeni divenendo così l'unico regno dell'Alto Egitto e dove quest'ultima ne era la capitale mentre Nekhen rimase il punto di riferimento religioso principale.
Il dominio di Tjeni, al tempo del sovrano Horo Scorpione II, arrivava fino al Wadi Kubbaniya ed alla seconda cateratta, formando un vero e proprio proto-stato, come dimostrano i graffiti scoperti vicino alla fortezza di Buhen.
Capoluogo dell'ottavo distretto dell'Alto Egitto, era per tradizione luogo di origine dei sovrani delle prime dinastie egizie che appunto sono dette tinite.

L'esatta ubicazione dell'antico centro di Tjeni è ignota e forse corrisponde all'odierna città di Girga mentre il luogo delle sepolture è stato individuato nella parte più antica della necropoli di Abido chiamata Peqer ma oggi denominata Umm el-Qa'ab.

La città smise di essere il centro principale dell'Egitto quando, durante la I dinastia, la capitale venne portata a Menfi, allora chiamata Muro Bianco, ma restò comunque molto importante per essere la città d'origine dei sovrani regnanti e della loro dinastia.